# STS-51-D
STS-51-D — 16-й політ у рамках космічної програми «Спейс Шаттл» НАСА та 4-й політ шаттла «Діскавері». Стартував STS-51-D з Космічного центру імені Кеннеді (KSC), штат Флорида, 12 квітня 1985 року, після затримки на 55 хвилин, викликаної тим, що в зону відпрацювання твердопаливних прискорювачів заплив якийсь човен.
19 квітня, після тижневого польоту, Діскавері провів п'яте приземлення шаттла на базу КЦК. Шаттлу завдано значної шкоди під час посадки: постраждали гальма і були розриви шин. Це змусило всі наступні приземлення, до розробки та впровадження носового керма, робити на базі ВПС Едвардс, штат Каліфорнія.

## Екіпаж

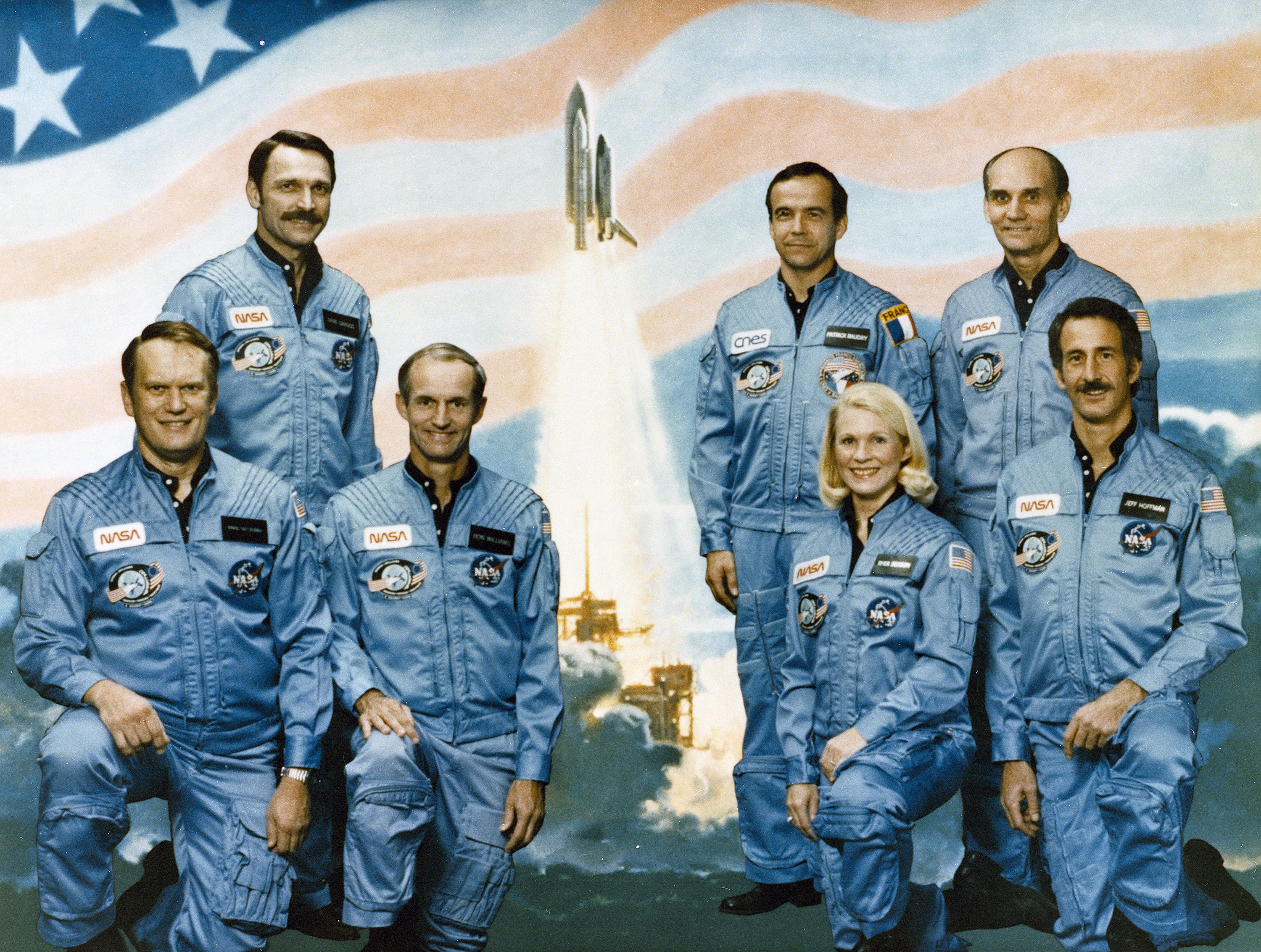
Екіпаж STS-51-D. Верхній ряд: Гріггс, Барді, Гарн Нижній ряд: Бобко, Вільямс, Седдон, Хоффман

- Керол Бобко (2) — командир
- Дональд Вільямс (англ. Donald Edward Williams) (1) — пілот
- Маргарет Рі Седдон (1) — фахівець за програмою польоту 1
- Джеффрі Хоффман (1) — фахівець за програмою польоту 2
- Стенлі Гріггс (1) — фахівець за програмою польоту 3
- Чарльз Вокер (2) — фахівець з корисного навантаження 1
- Едвін Гарн (1) — фахівець з корисного навантаження 2, республіканець, сенатор від штату Юта (перший член конгресу в космосі).

## Політ
Під час STS-51-D, екіпаж шаттла розгорнув два супутники зв'язку: Телесат-I (Anik С1) і Syncom IV−3 (також відомий як Leasat−3). Телесат-I був прикріплений до Payload Assist Module (PAM-D) двигуна і успішно розгорнутий. А запуск «Syncom IV−3» завершився невдачею — не розкрилася антена, не спрацювали двигуни орієнтації і головний двигун супутника. Змусити супутник працювати намагалися Гріггс і Хоффман під час виходу у відкритий космос 16 квітня 1985. Для цього, попередньо, з підручних матеріалів були виготовлені два захоплювачі, які Гріггс і Хоффман прикріпили до штанги маніпулятора космічного корабля. Керуюча маніпулятором Седдон зачепила захоплювачами важіль програмно-часового пристрою супутника і перевела його у включений стан. Однак і після цього супутник не запрацював. Супутник був полагоджений під час рейсу Діскавері STS-51-I.
Інші корисні вантажі місії:
- Установка для електрофорезу безперервної дії (CFES-III), яка летіла вшосте,
- обладнання для двох експериментів за студентськими програмами (SSIP) ;
- Ехо-кардіограф (AFE), дві каністри Getaway Special;
- набір для Phase Partitioning Experiment (PPE);
- обладнання для тестів перевірки фотографій;
- обладнання для різних медичних експериментів,
- «Іграшки в космосі», неофіційне дослідження поведінки простих іграшок в умовах мікрогравітації, з результатами доступними для школярів.

## Галерея

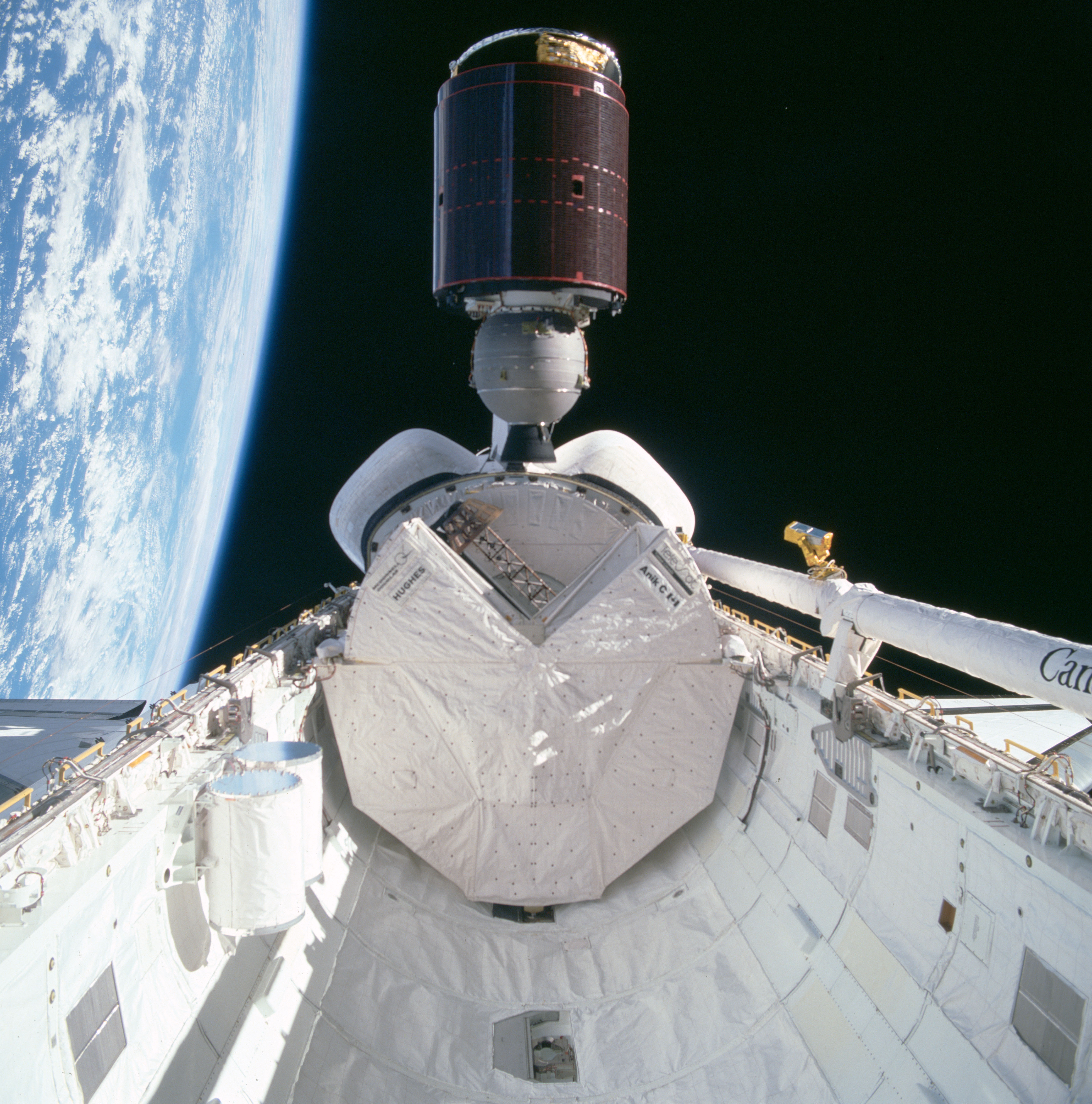
Telesat-I під час розгортання
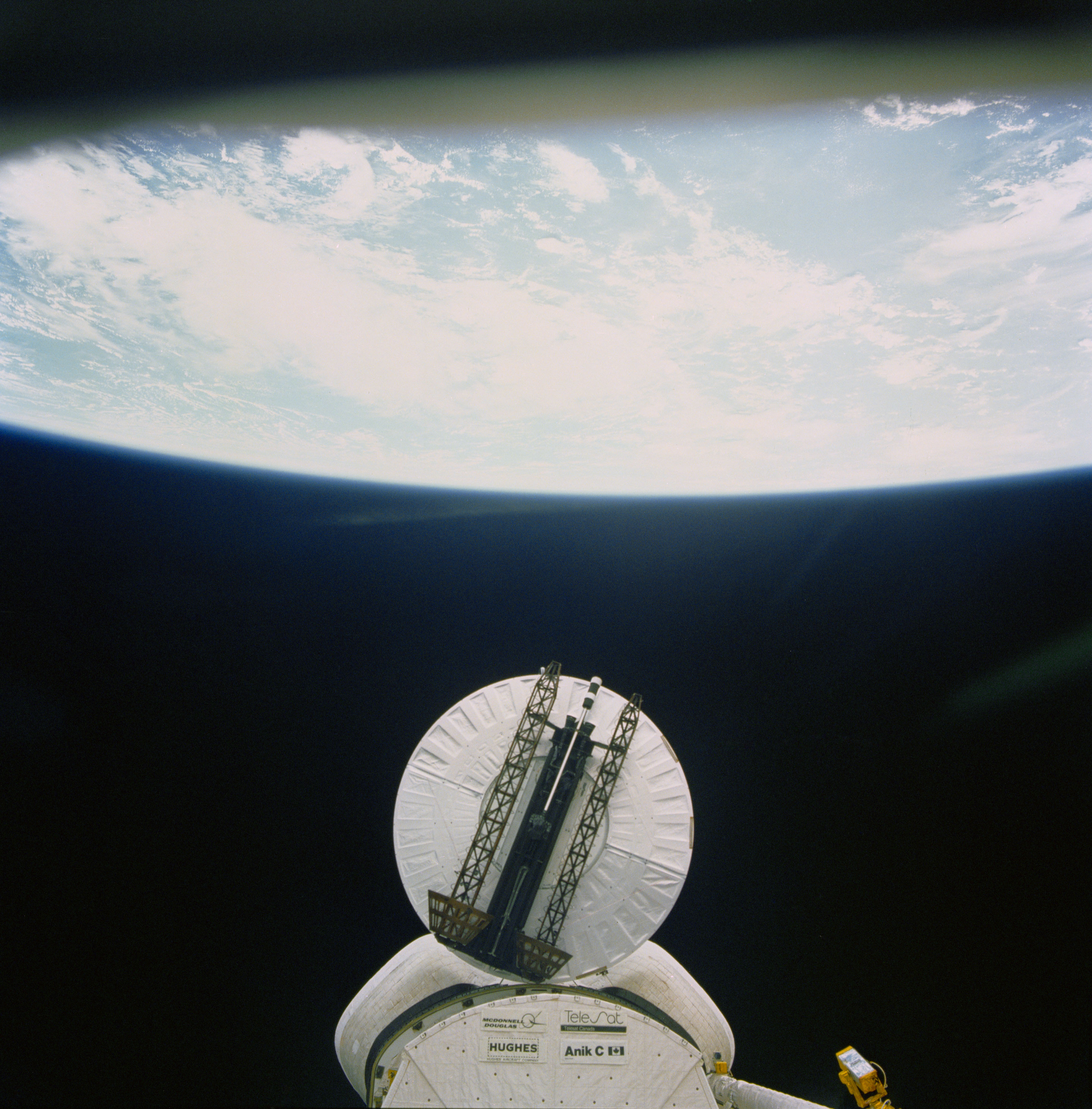
Syncom IV-3 під час розгортання
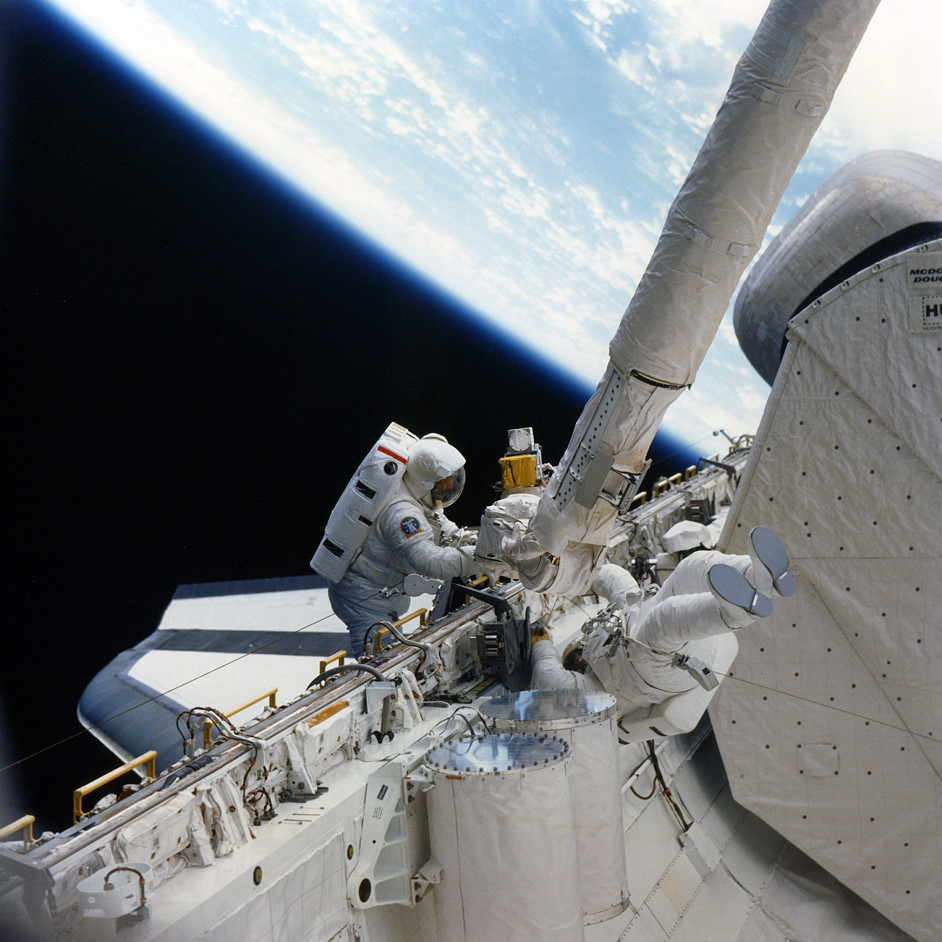
Гофман і Гріггс прикріплюють мухобойку до кінця Canadarm.